# 1000hp
1000hp je šesti studijski album američkog hard rock sastava Godsmack objavljen 5. kolovoza 2014.
1000hp bio je prvi Godsmack album od albuma Faceless koji nije završio na 1. mjestu ljestvice Billboard 200, no završio je na 3. mjestu i bio je prodan u više od 58.000 primjeraka u SAD-u.

## Popis pjesama
1. "1000hp" - 3:46
2. "FML" - 3:38
3. "Something Different" - 4:42
4. "What's Next?" - 4:21
5. "Generatiin Day" - 6:12
6. "Locked & Loaded" - 4:13
7. "Living in the Gray" - 4:07
8. "I Don't Belong" - 3:34
9. "Nothing Comes Easy" - 5:39
10. "Turning to Stone" - 5:16

## Zasluge
- Sully Erna - vokali, gitara
- Tony Rombola - gitara
- Robbie Merrill - bas-gitara
- Shannon Larkin - bubnjevi